# Léopold Lafleurance
Léopold Jean Baptiste Lafleurance (* 17. April 1865 in Bordeaux; † 4. August 1953 in Saulxier) war ein französischer Flötist und Hochschullehrer.
Lafleurance kam als Zwölfjähriger im Fach Klavier an das Conservatoire de Paris und erhielt privat Flötenunterricht von Paul Taffanel. Bereits im Alter von 13 Jahren wirkte er neben seinem Onkel als Flötist im Orchester Société des Concerts mit, später auch in weiteren Orchestern. Ab 1888 spielte er vertretungsweise, ab 1891 als dessen Mitglied im Orchester der Pariser Oper (als Piccoloflötist dort erst 1947 im Alter von 81 Jahren pensioniert). 1914 bis 1919 hatte er eine Flötenprofessur am Conservatoire de Paris inne. Zu seinen Schülern zählten u. a. Joseph Rampal und René Le Roy.